# Кафедральний собор Різдва Пресвятої Богородиці (Луцьк)
Катедральний собор Різдва Пресвятої Богородиці — греко-католицький храм, що споруджується в місті Луцьку, який розташовується за адресою вулиця Львівська 1Б. Собор є єпископським осідком Луцького екзархату УГКЦ.

## Історичне підґрунтя
Кафедральним храмом греко-католицької Луцької єпархії була в XVI—XVIII ст. соборна церква святого Івана Богослова у Луцькому замку. Після її розібрання з метою побудови нового величного собору у другій половині ХVІІІ ст. кафедру було перенесено до Хрестовоздвиженської церкви Луцького василіянського монастиря, яка належала раніше Луцькому братству. Цей храм зруйнувала пожежа на початку ХІХ ст. і відбудований лише частково через декілька десятиліть, після повернення до рук православної громади (Луцька греко-католицька єпархія була скасована царським урядом у 1828 р., а більшість унійних парафій навернені на православ'я після Полоцького собору 1839 року). Тому на момент відновлення ієрархії і структур греко-католицької церкви в Радянській Україні починаючи з 1988 року греко-католики не мали в Луцьку жодного храму.

## Будівля
Будівля нинішнього Кафедрального собору Різдва Богородиці збудована наприкінці ХІХ ст. як каплиця при Луцькому військовому гарнізонному шпиталі. У міжвоєнний період з відкриттям у приміщеннях колишнього шпиталю Луцької римо-католицької дієцезіальної семінарії каплицю було перетворено на невеликий семінарський костел, де проходили заняття з практичної літургіки для її вихованців.

## Парафія
Перша в повоєнній історії громада греко-католиків в м. Луцьку почала формуватися весною 1990 року. 21 травня 1992 року ініціативна група, ядро якої становили вихідці з Галичини під очільництвом Василя Химина, зареєструвала в місцевих органах влади громаду Різдва Пресвятої Богородиці УГКЦ. У тому ж році Луцька міська рада передала громаді приміщення колишнього польського костелу, який служив гарнізонною каплицею для військових інвалідів, а в міжвоєнний період, семінарською каплицею Луцької римо-католицької дієцезії.
.
Спочатку протягом 1992 року громаду обслуговували священики зі Львова, які служили під встановленим поблизу каплиці хрестом. Пізніше їх змінили отці чину Василія Великого, а зокрема о. Григорій Бардак ЧСВВ, який на той час опікувався греко-католиками міста Володимира-Волинського. Протягом 1992—1995 років, завдяки допомозі закордонних жертводавців, парафіяни відновили дощенту знищену будівлю колишнього костелу, яку передала їм місцева влада.
У квітні 1995 р. на Вербну Неділю призначений настоятелем парафії о. Роман Бегей відслужив першу Божественну Літургію вже всередині приміщення храму, де ще здійснювалися опоряджувальні роботи. Того ж року 28 травня єпископ-помічник Львівської архієпархії УГКЦ і титулярний єпископ Адріане Василь Медвіт освятив приміщення храму на честь Різдва Пресвятої Богородиці. У 2001 році церкву було розписано. При церкві діє недільна школа. Окрім духовенства при храмі служать черниці Згромадженні сестер Божого Провидіння.

## Єпископська кафедра Луцького екзархату
Після створення у 2008 році в УГКЦ Луцького Екзархату колишній каплиці було надано статус кафедрального храму Луцьких греко-католицьких єпископів. 12 квітня 2008 року в соборному храмі Різдва Пресвятої Богородиці в Луцьку відбулася інтронізація (введення на престол)  першого Луцького екзарха УГКЦ титулярного єпископа Цезаріани Йосафата Олега Говери.
Проте з побудовою значно просторішого приміщення церкви Луцького василіанського монастиря св. Василія Великого Луцький екзарх єпископ Йосафат Олег Говера служить переважно у цьому більш просторому храмі.